# Тенишев, Николай Иванович
Князь Николай Иванович Тенишев (16 марта 1798—2 мая 1862) — русский генерал, Сандомирский губернатор.

## Биография
Родился в 1798 году, сын секунд-майора князя Ивана Ивановича Тенишева. В военную службу вступил в 1814 году юнкером в лейб-гвардии Сапёрный батальон. 30 сентября 1816 года произведён в прапорщики. 17 января 1819 года произведён в подпоручики и 1 февраля переведён в лейб-гвардии Конно-пионерный эскадрон. В начале 1820-х был членом петербургской масонской ложи «Соединённых друзей».
В 1828—1829 годах Тенишев сражался с турками на Дунае, за отличие награждён орденом св. Анны 2-й степени. В 1830 году произведён в полковники. Затем он в 1831 году находился в Польше, где принимал участие в боях с восставшими поляками. За отличия в этой кампании он был награждён императорской короной к ордену св. Анны 2-й степени, польским знаком отличия за военное достоинство (Virtuti Militari) 3-й степени и 22 августа 1831 года получил золотую саблю с надписью «За храбрость».
В 1830-х годах Тенишев был военным начальником (губернатором) Сандомирской губернии и 6 декабря 1839 года произведён в генерал-майоры. С 1842 года занимал должность управляющего военными сообщениями в Царстве Польском. С 1842 г. управляющий путями сухопутных и водяных сообщений в Царстве Польском (XIII округ). В конце 1840-х годов вышел в отставку.
Скончался в 1862 году. Похоронен на Варшавском Вольском кладбище.

## Награды
- Орден Святого Владимира 4-й степени с бантом (1 августа 1829)[2]
- Орден Святой Анны 2-й степени (6 декабря 1829)[3],[4]; императорская корона к ордену (13 апреля 1831)[3],[4]
- Золотая сабля «За храбрость» (1831)[3]
- Польский знак отличия за военное достоинство 3-й степени (1832)[3]
- Орден Святого Станислава 2-й[5] степени (6 декабря 1833)[3],[6]
- Орден Святого Владимира 3-й степени (18 декабря 1835)[3],[7]
- Знак отличия за XV лет беспорочной службы (1839)[3]
- Орден Святого Георгия 4-й степени[3] за 25 лет беспорочной службы в офицерских чинах (4 декабря 1843, № 6926 по кавалерскому списку Григоровича—Степанова)
- Орден Святого Станислава 1-й степени (22 сентября 1845)[8]
- Орден Святой Анны 1-й степени (20 апреля 1850)[9]

## Семья
Женат на Юлии Васильевне Ладыженской (13.01.1806—11.07.1847), у них было два сына и семь дочерей. Один из его сыновей:
- князь Вячеслав Николаевич Тенишев (1844—1903) — этнограф, археолог и социолог, основатель Тенишевского коммерческого училища в Санкт-Петербурге, комиссар от России на Всемирной выставке в Париже в 1900 году.